# Association Sportive Musulmane d'Oran
ASM Oran (Association Sportive Musulmane d'Oran) (árabe: الجمعية الرياضية المسلمة لوهران) es un club de fútbol argelino con sede en Orán, fundado en 1932. Los colores de club son verdes y blancos.

## Palmarés
- Championnat National de Première Division: 0
  - Subcampeón: 1

1991
- Championnat National de Première Division 2: 1

2000
- Copa de Argelia: 0
  - Finalista: 2

1981, 1983

## Participación en competiciones de la CAF
| Temporada | Torneo   | Ronda            | Club               | Casa | Visita | Global |
| --------- | -------- | ---------------- | ------------------ | ---- | ------ | ------ |
| 1992      | Copa CAF | 1                | ASC Air Mauritanie | 4-0  | 1-2    | 5-2    |
| 1992      | Copa CAF | 2                | Al Wahda Trípoli   | 3-0  | 1-3    | 4-3    |
| 1992      | Copa CAF | Cuartos de final | CA Bizertin        | 0-0  | 0-2    | 0-2    |